# Lluís Coromina Isern
Lluís Coromina Isern és un empresari i filantrop català. Forma part de la nissaga vinculada a la Farinera Coromina de Banyoles, i a l'empresa Teisa de transports.
Impulsa, des del 2007, una fundació privada que canalitza aquestes activitats mitjançant la promoció i el patrocini de diverses iniciatives a Catalunya, el Brasil i la República de Guinea. El 2015 li fou concedida la Creu de Sant Jordi "pel conjunt d'una trajectòria compromesa amb les comarques gironines, amb especial dedicació al món de l'art i la cultura, l'atenció a les persones i la preservació de la fauna i el medi natural".